# Рауи Хадж
Рауи Хадж (на английски: Rawi Hage) е канадски журналист, фотограф и писател на бестселъри в жанра съвременен роман.

## Биография и творчество
Рауи Хадж е роден през 1964 г. в Бейрут, Ливан. Израства в Ливан по време на гражданската война и за кратко време в Кипър. Премества се в Ню Йорк през 1982 г., където работи като общ работник, сервитьор и шофьор на такси. Докато работи при приятел във фото-ателие, решава, че може да стане фотограф и кара курс по фотография в Нюйоркския институт на фотографията.
През 1991 г. се премества в Монреал. Учи фотография в Колежа „Даусън“ на Университета „Конкордия“ и получава бакалавърска степен по изящни изкуства. Изявява се като добър фотограф и негови работи са част от експозициите на Музея на канадската цивилизация и Музея на цивилизацията на Квебек. Участва в самостоятелни и общи фотографски изложби.
Получава и магистърска степен по фотография от Университета на Квебек в Монреал. Работи като журналист и фотограф към различини американски и канадски вестници и списания – „Fuse“, „Mizna“, „Jouvert“, „Toronto Review“, „Montreal Serai“, „Al-Jadid“.
Първият му роман „Играта на Де Ниро“ е издаден през 2006 г. Името е препратка към ролята на Робърт де Ниро във филма „Ловецът на елени“, а историята се развива в Ливан в началото на 80-те. Романът получава през 2008 г. престижната награда на читателите „IMPAC“ за най-добър англоезичен роман на годината., като и различни други награди.
През 2008 г. е издаден вторият му роман „Хлебарка“. Главният герой е част от емигрантска общност на Монреал по време на убийствено студената канадска зима, където краде и се чувства като хлебарка сред успелите си съграждани. Той прави неуспешен опит за самоубийство и е изпратен при психотерпевтка, на която разправя истории от миналото си в разкъсвания от войната Ливан.
Рауи Хадж живее в Монреал.

## Произведения

### Самостоятелни романи
- De Niro's Game (2006) награда „IMPAC“
Играта на Де Ниро, изд.: „Жанет 45“ ООД, Пловдив (2009), прев. Милен Русков
- Cockroach (2008)
Хлебарка, изд.: „Жанет 45“ ООД, Пловдив (2012), прев. Маргарита Дограмаджян
- Carnival (2012)

### Екранизации
- 2002 „645 Wellington“ – документален филм, фотограф